# Pangrapta apicinota
Pangrapta apicinota là một loài bướm đêm trong họ Erebidae.